# John Buscema
John Buscema   (Brooklyn, 11 de desembre de 1927 - Port Jefferson, 10 de gener de 2002), nascut Giovanni Natale Buscema, fou un dibuixant de còmics novaiorqués lligat a l'editorial Marvel Comics, un dels seus màxims exponents contribuint a que el gènere superheroic es convertís en una icona de la cultura pop. El seu germà petit, Sal Buscema també és dibuixant de còmics.
És sobretot conegut pel seu treball a les sèries d'Els Venjadors, Els Quatre Fantàstics, Thor, Silver Surfer i, fora del gènere superheroic, en l'adaptació del personatge de fantasia heroica Conan el Bàrbar.
El 1970 va crear la seva pròpia escola d'art i va escriure el supervendes How to Draw Comics the Marvel Way (Com dibuixar còmics a l'estil Marvel) amb Stan Lee, publicat el 1978.
Va ser inclòs en el Saló de la fama dels Premis Eisner el 2002.

## Biografia

### Juventud
John Buscema va néixer a Brooklyn, Nueva York. Els seus pares eren immigrants de Pozzallo, Pronvíncia de Ragusa. El seu pare tenia una barberia i la seva mare era mestressa de casa. Ja molt jove va mostrar interès en dibuixar, copiant tires de premsa de Popeye. En la seva adolescència va desenvolupar interès tant en els còmic de superherois com en els clàssics d'aventures com Tarzan, el Príncep Valent, Flash Gordon i Terry and the Pirates. A més, Buscema va passar molt de temps visitant museus i estudiant el treball dels artistes del renaixement italià, Miquel Àngel, Leonardo Da Vinci, Rubens i Rafael. Posteriorment, quan John va començar la seva carrera professional, va estar influenciat per l'art dels famosos il·lustradors dels anys 40 i 50, com Albert Dorne, Norman Rockwell i Robert Fawcett, per esmentar alguns.
Es va graduar en l'institut High School of Music and Art de Manhattan. A més va rebre classes a l'institut Pratt i dibuix de l'anatomia al Museu Brooklyn. Mentre entrenava com boxejador, va començar a pintar retrats d'altres boxejadors i va vendre algunes historietes al diari The Hobo News, un periòdic per a temporers. Va començar a buscar feina com a il·lustrador alhora que treballava, però va aconseguir ocupació en el món del còmic el 1948 al costat de Stan Lee, editor i director artístic de Timely Comics, predecessora de Marvel Comics.
El "Bullpen" de Timely, com es coneixia al personal de l'editorial, incloïa companys veterans establerts com Syd Shores, Carl Burgos, Mike Sekowsky, George Klein, i Marty Nodell i contractat, aproximadament dos mesos abans, el nouvingut Gene Colan. Colan va recordar que "... John mai va semblar molt feliç en el còmic ... sempre semblava ser una altra cosa que hi havia una altra cosa que realment volia fer".
El seu primer treball acreditat és el dibuix de la història de quatre pàgines "Till Crime You Part" a la sèrie de Timely's Lawbreakers Always Lose # 3 (data de portada agost 1948). Va contribuir a les sèries basades en històries de no-ficció Crime Fighters, True Adventures i Man Comics (al primer número de la qual va aparèixer una de les primeres portades de còmics acreditades a Buscema), així com a Cowboy Romances, Two-Gun Western (per la qual cosa va dibuixar almenys una història del personatge amb continuat Apache Kid), Lorna the Jungle Queen, i Strange Tales. Fins que el bullpen va ser dissolt un any i mig més tard, mentre els còmics en general i els còmics de superherois en particular mantenien la seva popularitat després de la postguerra, Buscema, el membre més jove del bullpen, va dibuixar i entintar diversos gèneres, incloent còmics de crims i romàntics.

### Anys 50
Buscema es va casar el 1953. Va continuar treballar ara com a freelance per a Timely, ara coneguda com a Atlas Comics, així com per als editors Ace Comics, Hillman Periodicals, Our Publications/Orbit, Quality Comics, St. John Publications i Ziff-Davis.
El treball de Buscema a mitjans dels anys 1950 inclou la sèrie de Dell Comics Roy Rogers # 74-91 (febrer 1954 - juliol 1955) i la seva continuació com Roy Rogers and Trigger # 92-97 i # 104-108 (agost 1955 - gener 1956 i agost-desembre 1956); i la sèrie de Charlton Comics Ramar of the Jungle and Nature Boy, aquest últim era el primer superheroi de Buscema, creat per ell mateix i el co-creador de Superman Jerry Siegel.
A continuació, Buscema va produir una sèrie d'adaptacions de pel·lícules a Four Color de Dell. Buscema va recordar: "Vaig fer un munt de llibres de pel·lícules ... això va ser molt divertit. Vaig treballar amb imatges fixes d'aquestes, a excepció de The Vikings ... Crec que un dels millors llibres que he tingut mai va ser Sinbad the Sailor.
Mentre s'iniciava una desacceleració de la indústria del còmic, Buscema va escriure ocasionalment còmic de misteri, fantàstic i de ciènia-ficció per Atlas Comics Tales to Astonish, Tales of Suspense, i Strange Worlds, i per les sèries d'American Comics Group Adventures into the Unknown, i Forbidden Worlds abans de deixar el còmic per fer art comercial independent. Ell mateix explicava la seva sortida del món del còmic de la següent manera:
| « | (anglès) Comics were in a bad situation. I couldn't buy a job in those days. I'd worked for Marvel, I worked for Western Printing; I don't know how many different outfits. They all folded; it was like a domino effect. I just got ticked off, and all those strips and anything comic related that I'd saved, I threw out. When I think about it, tears well up in my eyes. (laughter) | (català) Els còmics estaven en una situació dolenta. En aquests dies no vaig poder conseguir un treball. Jo havia treballat per a Marvel i treballava per Western Printing; no sé a quants llocs diferents. Tot plegat, era com un efecte dòmino. Acabava de sortir, i totes aquestes tires i qualsevol cosa còmica relacionada que havia guardat, els vaig llençar tots. Quan ho penso, les llàgrimes em venen als ulls. (riures) | » |

Va començar com a freelance per a la firma de publicitat de la ciutat de Nova York, Chaite Agency.

### Anys 60
Buscema va passar-se aproximadament vuit anys en l'àmbit de l'art comercial i va treballar independentment per a l'agència Chaite i l'estudi Triad, fent diverses tasques: dissenys, storyboard, il·lustracions, portades de llibres de butxaca, etc., en una varietat de suports. Buscema va anomenar aquesta vegada "un període d'aprenentatge per a mi en el meu propi desenvolupament de tècniques".
Va tornar als còmics el 1966,, quan el seu antic cap Stan Lee li va trucar i li va fer una "atractiva oferta" perquè tornés i treballés com dibuixant regular per a Marvel Comics, dibuixant sobre esbossos de Jack Nick a Strange Tales # 150 (data de portada novembre de 1966) al serial de Nick Fury, agent de SHIELD., seguit de tres històries de Hulk a Tales to Astonish # 85-87 (novembre de 1966 - gener 1967). Buscema va explicar que va fer un treball bastant dolent i Stan Lee va fer que estudiés la manera en què ho feia Jack Kirby.
| « | (anglès) When Stan called me back in 1966, I had one hell of a time trying to get back in the groove. You can do illustration, you can do layouts, but that doesn't mean you can do comics. It's a whole different ball game. Stan gave me a book to do; I think it was the Hulk. I did a pretty bad job - Stan thought I should study Jack's art and books so he gave me a pile of Kirby's comics. Well, everybody was given Jack Kirby books! (laughter) It was the first time I'd seen his work. I started working from them, and that's what saved me. | (català) Quan Stan em va trucar perquè tornés l'any 1966, vaig tenir un temps infernal intentant tornar a la rutina. Podeu fer il·lustració, podeu fer dissenys, però això no vol dir que pugueu fer còmics. És un joc completament diferent. Stan em va donar un còmic per fer; crec que va ser Hulk. Vaig fer una feina bastant dolenta - Stan va pensar que havia d'estudiar l'art i els còmics de Jack, de manera que em van donar un munt de còmics de Kirby. Bé, tothom va rebre còmics de Jack Kirby! (rialles) Va ser la primera vegada que vaig veure el seu treball. Vaig començar a treballar amb ells i això em va salvar. | » |

A continuació, es va establir com el dibuixant (a llapis) regular de  The Avengers, amb el número 41 (juny de 1967).  Avengers  # 49-50, amb Hercules i entintat per Buscema, són dos dels seus "millors" (números) d'aquest període ", va dir l'historiador de còmics, posteriorment editor de Marvel Roy Thomas, que els va escriure. Thomas i Buscema van introduir noves versions de Black Knight i Vision durant la seva col·laboració a The Avengers.
L'artista i historiador de còmics Jim Steranko va escriure el següent sobre el procés d'adaptació de Buscema a l'estil d'aventures de superherois de Marvel:
| «                                    | (anglès) synthesized the essence of [Jack] Kirby's supercharged action figures, harrowing perspectives, monolithic structures, mega-force explosions, and mythological planetscapes into a formula that he instantly integrated into his own superbly crafted vision (...) The process brought Buscema's art to life in a way that it had never been before. Anatomically balanced figures of Herculean proportions stalked, stormed, sprawled, and savaged their way across Marvel's universe like none had previously. | (català) va sintetitzar l'essència de les figures d'acció sobrecarregades de [Jack] Kirby, les seves perspicaces perspectives, estructures monolítiques, explosions de mega-forces i planetes mitològics en una fórmula que instantàniament es va integrar a la seva pròpia visió magnífica (...) El procés va portar l'art de Buscema a la vida com mai ho havia estat abans. Les figures d'equilibri anatòmicament de proporcions herculines van acudir, va atacar, es va estirar i va arrabassar el seu camí a través de l'univers de Marvel com ningunes ho havien fet prèviament | » |
| — Jim Steranko Spurlock, pàgines 6-7 | | |   |

Buscema dibuixava una mitjana de dos còmics al mes en col·laboració amb entintador com George Klein, Frank Giacoia, Dan Adkins, Joe Sinnott, el seu germà menor Sal Buscema, Tom Palmer, i, de tant en tant, John Verpoorten. John Buscema va considerava Frank Giacoia, Sal Buscema i Tom Palmer com els seus entintadors preferits, i entre aquests, el seu germà Sal, de qui va comentar el següent:
| « | (anglès) If you want to talk about inkers, I think for me, for my work, my brother Sal does the best job, because we've worked together for so many years. He knows my style, he works the way I work. He puts a line down the way I do, so he can ink me like no one else can. Sal remains closest to my originals. | (català) Si voleu parlar d'entintadors, crec que per mi, pel meu treball, el meu germà Sal fa la millor feina, perquè hem treballat junts durant tants anys. Coneix el meu estil, treballa com treballo. Posa una línia de la manera que jo ho faig, per això em pot entintar com cap altre. Sal segueix sent el més proper als meus originals. | » |

Entre les obres de Buscema durant aquest període, que els fans i historiadors anomenen "L'edat de plata dels còmics" es troben The Avengers # 41-62 (juny de 1967 - març de 1969) i The Avengers Annual # 2 (setembre 1968); els primers vuit números de The Sub-Mariner (maig-desembre de 1968); The Amazing Spider-Man # 72-73, 76-81, 84-85 (que van des de juny de 1969 fins a juny de 1970 proporcionant esbossos acabats per John Romita Sr. o Jim Mooney), i dos números que ell mateix va acabar amb els dissenys de Romita. Buscema va dibuixar la primera aparició del Prowler a The Amazing Spider-Man # 78 (novembre de 1969).
L'agost de 1968, Buscema i Stan Lee van llançar un nou títol, "Silver Surfer". Aquesta sèrie sobre un alien filosòfic que anava pel món intentant entendre tant la divinitat com el salvatgisme de la humanitat va ser un dels preferits personals de Stan Lee, editor en cap, entre els que va escriure. Buscema va dibuixar 17 dels seus 18 números -els primers set com a títol "gegant" de 25 ¢ en un moment en què els còmics solien costar 12 ¢. "Dibuixat preciosament per John Buscema, aquest còmic va representar un intent d'ampliar el mitjà amb un personatge seriós al que Lee havia agafat molt afecte", va valorar l'historiador de còmics Les Daniels. Roy Thomas va dir que Buscema considerava Silver Surfer # 4 (febrer de 1969), amb una batalla entre Silver Surfer i Thor, "com el punt culminant de la seva carrera a Marvel". Els personatges co-creats per Buscema a The Silver Surfer inclouen el dimoníac Mephisto en el número 3 (desembre de 1968).
Cap al final de la dècada, Buscema va dibuixar alguns números d'ompliment (fill-in) de diverses sèries de superherois i va tornar als gèneres familiars dels anys 50 amb una sèrie de històries de misteri sobrenaturals a Chamber of Darkness i Tower of Shadows, i històries romàntiques a My Love i Our Love. Després va tornar a la seva sèrie de The Avengers per a 11 números entintats per Tom Palmer. 

### Anys 70
L'equip creatiu de Roy Thomas i John Buscema va introduir nous personatges com Arkon a The Avengers # 75 (abril de 1970), Red Wolf al número 80 (setembre de 1970), el primer superheroi nadiu americà de Marvel, al número 83 la Valkyrie (Valquíria), i el Squadron Supreme al # 85 (febrer de 1971). Amb la sortida de Jack Kirby de Marvel el 1970, Buscema li va succeir en els dos títols de Kirby: Fantastic Four (dibuixant els numéros 107-141, després de John Romita Sr. i   Thor #182-259. A més, va llançar el serial de la Vídua Negra a Amazing Adventures vol. 2, número 1 (agost de 1970).
Stan Lee va dir d'ell:
| « | (anglès) One thing I loved about Big John is the fact that I didn't have to spend time writing synopses for him. ... He'd always growl over the phone, 'Don't bother sending me any outlines, Stan. I hate to waste time reading them. Just tell what you've got in mind over the phone. I'll remember it.' So I'd tell him the story I wanted, and I have a hunch he didn't even write any notes while I spoke -because I spoke too fast- but it didn't matter. He remembered every last detail and the stories always came out perfect -at least as far as I was concerned. | (català) Una de les coses que m'encantaven del Gran John és el fet que no havia de passar molt temps escrivint sinopsis per ell ... Sempre grunyia a través del telèfon "No et molestis en enviar-me cap resum, Stan, detesto passar temps llegint-les. Només digues-me què tens al cap per telèfon. Ho recordaré." Així que li explicava la història que volia i tinc la sensació que mai prenia notes mentre parlàvem -perquè parlo molt ràpid- però no importava. Ell recordava exactament cada detall i les històries sortien perfectes -com a mínim pel que a mi m'imcumbeix. | » |
| — Christopher Irving, Comic Book Artist nº21 "The Life of Legendary 'Big' John Buscema" (2002) p. 6-B | | |   |

Buscema va començar a dibuixar Conan the barbarian amb el número 25 (abril de 1973) després de la celebrada etapa de Barry Smith, i va debutar com l'artista de Conan de la revista de còmics en blanc i negre de mida omnibus Savage Sword of Conan amb el número 1 (agost 1974). Amb el temps contribuiria a més de 100 números de cada títol, convertint-se en un dels artites més prolífics per a un artista per un sol personatge. A més, va dibuixar les tires de còmic dominical i diària per l'estrena de Conan a  syndicated el 1978, i fins i tot va aportar algunes il·lustracions de Guió il·lustrat per a la pel·lícula de 1982 de Conan, així com pintar quatre portades per a les revistes de Conan.
Durant uns deu anys, produiria a llapis una mitjana de tres a quatre còmics al mes, com ara Nova (1976). i Ms. Marvel (1977). A més de les seves tasques habituals, faria llapis per números d'ompliment de títols com Captain America, Captain Britain (per Marvel UK), Daredevil, The Frankenstein Monster, Howard the Duck, Master of Kung Fu, Red Sonja i "Warlock". També va dibuixar una història per a l'antologia de ciència-ficció Worlds Unknown.
Buscema també va contribuir a les revistes de còmics en blanc i negre de Marvel, incloent els serials de "Ka-Zar" a "Savages Tales" # 1 (maig 1971), Bloodstone a "Rampaging Hulk" # 1 (gener de 1977) i "Tarzan" a Pizzaz #1 a 8 (setembre 1977 a abril de 1978), la sèrie "Doc Savage" # 1 i 3 (agost 1975, gener de 1976). Un altre treball en revistes va sorgir des de les sèries de terror (Dracula Lives!, Monsters Unleashed, Tales of the Zombie), humor (Crazy),).
Buscema va deixar el títol de "Thor" durant un temps per llançar la versió de Marvel del personatge de Tarzan d'Edgar Rice Burroughs el 1977, al qual ja havia dibuixat en poques pàgines a la revista Pizzaz on es narrava l'origen del personatge. Altres projectes amb llicència inclouen una adaptació de 72 pàgines de la pel·lícula El Màgic d'Oz en la col·lecció Marvel Treasury Edition de gran mida amb entintat de Tony DeZúñiga. Per a Peter Pan Records, que produïa llibres i discos infantils, Buscema va dibuixar els còmics de Star Trek i còmics de Conan. Va aportar alguns dibuixos de superherois per a Pro, revista oficial de NFL (1970), i va dibuixar alguns capítols del primer número de Marvel Comics Super Special amb el grup de rock Kiss (1977).
El 1978, la petita editorial de premsa de Sal Quartuccio va publicar The Art of John Buscema, una retrospectiva que inclou una entrevista, esbossos i dibuixos inèdits, i una portada que també es va vendre com a pòster.
Buscema va acabar la dècada dibuixant tres números del conte de fantasia èpica-fantàstica escrita per Doug Moench Warriors of the Shadow Realm a Marvel Super Special # 11-13 (juny-octubre de 1979). Pacific Comics el va acompanyar d'un portafoli de sis pàgines a color signades procedents de la història.
A mitjans dels anys setanta, Buscema va crear la seva pròpia escola d'art, la John Buscema Art School, que anunciava per als estudiants a les pàgines de molts títols de Marvel. Stan Lee va aparèixer com a professor convidat a l'escola de Buscema i alguns dels graduats de l'escola (incloent Bob Hall i Bruce Patterson). es van convertir en dibuixants professionals. Més endavant, Buscema va dir que ensenyar a classe era "molt gratificant", però que haver de conduir 60 milles després d'un dia de treball era massa esgotador i, finalment, el va obligar a renunciar. Llavors Buscema va escriure amb Lee el llibre supervendes "How to Draw Comics the Marvel Way" (Marvel Fireside Books, 1978), basat en les classes d'art de còmic que Buscema havia donat uns quants anys abans, i continuat reimprimint-se durant més de 25 anys.

### Anys 80
Després de dibuixar el primer número de "The Savage She-Hulk" (febrer de 1980), de la qual és cocreadora, amb el guionista Stan Lee, Buscema va abandonar el treball regular dels superherois per encapçalar tasques artístiques sobre les tres sèries de Conan, amb la incorporació de King Conan a les altres sèries iniciades la dècada anterior. La popularitat del personatge va propiciar el llançament de la pel·lícula Conan el Bàrbar (1982); Buscema va proporcionar llapis i tintes per a una adaptació de la pel·lícula de 48 pàgines.
Va continuar abordant altres projectes d'alt perfil, com ara una història de Silver Surfer per a Epic Illustrated #1 (primavera de 1980), una història del Rei Artús a "Marvel Preview" #22 (estiu de 1980), la biografia "Francis, Brother of the Universe" (1980) de Sant Francesc d'Assís, el segon "Superman and Spider-Man" (1981) entre dos dels personatges més populars de Marvel i D.C., i una adaptació el 1981 de la pel·lícula A la recerca de l'arca perduda.
Va abandonar King Conan el 1982 després de nou números, tot i que va romandre amb la franquícia de Howard de Marvel amb un renaixement de la sèrie "Kull" per deu números i va deixar The Savage Sword of Conan el 1984 amb el número 101 amb una sèrie d'històries que ell mateix va escriure. Després de dibuixar l'adaptació cinematogràfica de Conan el Destructor el 1984 i la novel·la gràfica Conan of the Isles el 1987, va deixar Conan the Barbarian amb el número 190 el 1987, acabant 14 anys amb el personatge.
Després de gairebé cinc anys separat dels superherois, a excepció dels dos primers números de la minisèrie de quatre exemplars relacionats amb X-Men Magik (desembre de 1983 fins a març de 1984), Buscema va tornar a ser el dibuixant regular de The Avengers del # 255-300 (maig 1985 - febrer 1989) i de Fantastic Four per al seu número 300, durant 15 números de # 296-309 (novembre de 1986 a desembre de 1987). A més, s'encarrega de l'adaptació cinematogràfica de tres números de Labyrinth (novembre 1986 - gener de 1987) i la miniserie de quatre exemplars Mephisto (abril-juliol de 1987), protagonitzat per un personatge que va crear amb Stan Lee a "The Silver Surfer".
Buscema va tornar a formar equip amb Lee amb Silver Surfer a Silver Surfer: Judgment Day, on s'entinta a ell mateix en un còmic realitzat completament com a vinyetes de pàgina completa. Aquell any ell i l'entintador Klaus Janson van dibuixar una sèrie de Wolverine en solitari en la sèrie antològica quinzenal "Marvel Comics Presents", seguida de la sèrie Wolverine autodidacta en aquest títol, ambdues escrites per Chris Claremont. Va dibuixar els primers 14 números (novembre de 1988 - mitjans de novembre de 1989) de la primera sèrie en curs de Wolverine, entintant-se als números 7 i 8.

### Darrers anys
Buscema va començar la seva sisena dècada en el camp unint-se a Roy Thomas per tornar a "The Savage Sword of Conan" amb el # 191 (novembre de 1991) per 20 números. Conan the Rogue, una novel·la gràfica Buscema traçada, dibuixada, entintada i acolorida durant un període de cinc anys en el seu temps lliure va aparèixer aquell mateix any. També va dibuixar i entintar la novel·la gràfica Wolverine: Bloody Choices (novembre de 1993).
Buscema va tornar a la ficció criminal amb "The Punisher War Zone" #23-30 (gener-agost de 1994, # 26-29 autoentintat), el seu Annual de 1993 i la novel·la gràfica de 1994 A Man Named Frank, situada en un univers paral·lel. Va dibuixar les parts de Punisher a Archie Meets the Punisher. Després de la seva etapa a "Punisher" ja no s'encarrega de sèries regulars, va dibuixar i entintar "The Avengers Annual" # 23 (1994) i cinc aventures de Conan en blanc i negre, que van servir com despedida de l'artista d'aquesta franquícia de Marvel a The Savage Sword of Conan amb el número 235 (juliol de 1995) i la sèrie derivada de curta durada Conan the Savage amb el número 10 (maig de 1996). Aquell any 1996, després de gairebé 50 anys de treball, John es va retirar del món del còmic, però cinc anys després, seguia ocupat i molt sol·licitat. Durant 1999, va dibuixar diversos còmics de superherois; va dibuixar i entintar un relat en blanc i negre per a "Shadows and Light" (1998); i va fer un retorn final a Conan amb la minisèrie de tres números (1999) de "Death Covered in Gold".
Buscema va treballar per DC Comics per primera vegada el 2000, inicialment fent tant el llapis i tintes a "Batman: Gotham Knights" # 7 (setembre 2000). Es va reunir amb Stan Lee i al setembre del 2001, DC Comics va publicar el llargament esperat, Just Imagine Stan Lee and John Buscema Creating Superman.
L'any 2001 se li va diagnosticar càncer d'estómac. Malgrat els seus problemes de salut, va continuar treballant, però el 10 de gener del 2002 John Buscema va sucumbir a la seva malaltia. Va acabar els llapis a Superman: Blood of my Ancestors començats per Gil Kane, que des de llavors havia mort, i que acabava de signar una miniserie de cinc números amb Roy Thomas, JLA: Barbarians, però va morir després d'acabar el primer número.
Una litografia de 11 x 17 polzades de finals dels anys 1960 / principis de 1970, dels Venjadors, dibuixada per Buscema i pintada a l'acuarela per Alex Ross per a l'editorial Dynamic Forces va ser el darrer treball professional de Buscema.
La passió de Buscema pel dibuix va ser tal que va continuar dibuixant i dibuixant en el seu temps lliure, sovint a la part posterior de les pàgines d'art dels còmics, i aquestes imatges constitueixen un conjunt considerable de treballs per dret propi. El seu germà Sal Buscema va recordar:
| « | (anglès) This guy used to eat, sleep and breathe drawing. It didn't matter what was going on around him. He would get bored with it and start sketching. ... He just couldn't stop drawing. [His back-of-board sketches were] better than some of the stuff that he did on the front. ... He'd get a spark of inspiration and turn the page over and draw whatever was in his skull. | (català) Aquest tipus solia menjar, dormir i respirar dibuixant. No importava el que estava passant al seu voltant. S'avorriria d'allò i començaria a dibuixar. ... Simplement no podia deixar de dibuixar. [Els seus esbossos del fora de marc eren] eren millors que algunes de les coses que feia al front. ... obtendia una espurna d'inspiració i girava la pàgina i dibuixava tot el que hi havia al crani. | » |

Com mostra de respecte va ser enterrat amb una ploma estilogràfica a la mà.

## Vida personal
Buscema, que va viure a Port Jefferson, Nova York, a l'illa de Long Island, es va casar amb Dolores Buscema, amb qui va tenir un fill, John Jr., i una filla, Dianne. La seva neta Stephanie Buscema és il·lustradora i dibuixant independent, que va començar com entintadora per al seu avi.

## Obra

### DC Comics
- Batman Gotham Knights nº7 (2000)
- Just Imagine Stan Lee with John Buscema Creating Superman, one-shot, (2001)
- Superman: Blood of My Ancestors, one-shot, (amb Gil Kane) (2003, postuma)

### Dell Comics
- Four Color nº684: Helen of Troy (1956), nº762: The Sharkfighters nº775: Sir Lancelot and Brian, nº794: The Count of Monte Cristo, nº910: The Vikings, nº927: Luke Short's Top Gun (adaptació de la novel·la Test Pit de Luke Short), nº944: The 7th Voyage of Sinbad, nº1006: Hercules, nº1077, 1130: The Deputy, nº1139: Spartacus (1956–60)

### Marvel Comics (també com Timely i Atlas)
- All-True Crime Cases nº32 (1949)
- Amazing Adventures nº1-2 (serial de la Vídua Negra) (1970)
- The Amazing Spider-Man nº72-73, 76-81 (només esbossos); nº84-85 (1969–70)
- Amazing Spider-Man 1999 nº1 (1999)
- Archie Meets the Punisher nº1 (amb Stan Goldberg) (1994)
- Astonishing Tales nº9, 12 (serial de Ka-Zar) (1971–72)
- The Avengers nº41-44, 46-47, 49-62, 74-77, 79-85, 94, 97, 105, 121, 124-125, 152-153, 255-279, 281-300, Annual nº2 (història secundària), 23 (1967–89), nº385 (amb Mike Deodato Jr.) (1995)
- Bizarre Adventures nº27, 29-30 (1981–82)
- Capità Amèrica nº115, 217 (1969–78)
- Captain Marvel nº18 (amb Gil Kane) (1969)
- Chamber of Darkness nº1, 3 (1969–70)
- Conan the Barbarian nº25-36, 38-39, 41-56, 58-63, 65-68, 70-78, 84-86, 88-91, 93-126, 136, 140-144, 146-153, 155-159, 161-163, 165-179, 181-185, 187-190; Annual nº2, 4, 5, 7 (1973–87)
- Conan the Barbarian Movie Special nº1-2 (1982)
- Conan the Savage nº10 (1996)
- Conan: Death Covered in Gold nº1-3 (1999)
- Cosmic Powers Unlimited nº2-3 (1995)
- Cowboy Romances nº1-3 (1949–50)
- Crazy Magazine nº2 (1974)
- Crimefighters nº4-5, 7-8, 10 (1948–49)
- Daredevil nº136-137, 219 (1976–85)
- Deadly Hands of Kung Fu Annual nº1 (1974)
- Deathlok vol. 3 nº10 (2000)
- Doc Savage, vol. 2, nº1, 3 (1975–76)
- Doom 2099 nº39-40 (1996)
- Dracula Lives nº3, 6 (1973–74)
- Epic Illustrated nº1 (Silver Surfer), nº9, 11-13 (1980–82)
- Faithful nº1-2 (1949–50)
- Fantastic Four nº107-130, 132, 134-141, 160, 173-175, 202, 296-309, 416 Annual nº11, Giant-Size nº2, 4 (1971-96)
- Fantastic Four 2099 nº2 (1996)
- Francis, Brother of the Universe nº1 (1980)
- Frankenstein nº7-10 (1973–74)
- Galactus The Devourer, miniseries, nº2-6 (1999–2000)
- Giant-Size Super-Villain Team-Up nº1 (1975)
- Girl Comics nº1 (1949)
- Howard the Duck nº3 (1976)
- Howard the Duck vol. 2 (1980)
- Hulk! nº23 (1980)
- Justice nº13 (1949)
- Ka-Zar nº6-10 (1974–75)
- King Conan nº1-9, 17 (1980–83)
- Kull the Conqueror, vol. 2, nº1-3, 5-7, 9-10 (1982–85)
- Lawbreakers Always Lose nº3, 5, 9 (1948–49)
- Lorna, the Jungle Queen nº1 (1953)
- Love Trails nº1 (1949)
- Lovers nº30 (1950)
- Magik nº1-2 (1983-84)
- Man Comics nº3-4 (1950)
- Man-Thing nº12-13, 16 Giant-Size nº2, 5 (1973–74)
- Marvel Age Annual nº4 (1988)
- Marvel Comics Presents nº1-10, 38-47 (serials de Wolverine) (1988–90)
- Marvel Comics Super Special nº1-2, 9, 11-13, 18, 21, 35, 40 (1977–86)
- Marvel Fanfare nº51, 53 (1990)
- Marvel Graphic Novel: Conan of the Isles SC (1989)
- Marvel Graphic Novel: Conan the Rogue SC (1991)
- Marvel Preview nº22-23 (1980)
- Marvel Spotlight nº30 (1976)
- Marvel Treasury Edition nº23 (1979)
- Marvel Two-in-One nº30 (1977)
- Marvel Tales nº39 (1972)
- Master of Kung Fu nº27 (1975)
- Mephisto nº1-4 (1987)
- Monsters Unleashed nº1-2, 4-5 (1973–74)
- Ms. Marvel nº1-3 (1977)
- My Love nº1-7, 10, 18 (1969–72)
- My Own Romance nº67 (1959)
- Nova nº1-2, 21 (1976–78)
- Our Love Story nº1-3, 5-7, 9, 16 (1969–72)
- Pizzazz nº1-8 (1977-78)
- Punisher: A Man Named Frank nº1 (1994)
- The Punisher War Zone nº23-30, Annual nº1 (1993–94)
- The Rampaging Hulk nº1 (1977)
- Rangeland Love nº1 (1949)
- Red Sonja nº12-13, 15 (1978–79)
- Romances of the West nº1-2 (1949–50)
- Rune/Silver Surfer nº1 (1995)
- Savage She-Hulk nº1 (1980)
- Savage Sword of Conan nº1-5, 7, 10-13, 15-24, 26-28, 30-36, 38-43, 45, 47-58, 60-67, 70-74, 76-81, 87-88, 90-93, 95-96, 98-101, 190-200, 202-210, 222, 225, 234-235 (1974–95)
- Savage Tales nº1, 6-8 (Ka-Zar)(1971–75)
- Savage Tales vol. 2 nº6 (1986)
- Shadows & Light nº3 (1998)
- Silver Surfer nº1-17 (1968–70)
- Silver Surfer vol. 3 nº110 (1995)
- Silver Surfer: Judgment Day graphic novel (1988)
- The Spectacular Spider-Man nº121 (amb altres artistes) (1986)
- Squadron Supreme nº7 (1986)
- Strange Tales nº68, 150, 174 (1959–74)
- Sub-Mariner nº1-8, 20, 24 (1968–70)
- Suspense nº4 (1950)
- Tales of Suspense nº1 (1959)
- Tales of the Zombie nº1 (1973)
- Tales to Astonish nº2; nº85-87 (Hulk) (1959–67)
- Tarzan nº1-18, Annual nº1 (1977–78)
- Tex Morgan nº4-7 (1949)
- Thor nº178, 182-213, 215-226, 231-238, 241-253, 256-259, 272-278, 283-285, Annual nº5, 8, 13 (1970–85); nº490 (1995)
- Thor vol. 2 nº9 (1999)
- The Tomb of Dracula vol. 2 nº4-5 (1980)
- Tower of Shadows nº1-2 (1969)
- True Adventures nº3 (1950)
- True Life Tales nº1 (1949)
- True Secrets nº3 (1950)
- Two Gun Western nº5 (1950)
- 'Western Outlaws and Sheriffs nº60, 62 (1949-50)
- Western Winners nº5 (1949)
- What If nº13 (Conan); 15 (Nova) (1979)
- Wild Western nº7-8 (1949)
- Wolverine nº1-8, 10-16, 25, 27 (1988–90)
- Wolverine: Bloody Choices (1991)
- Worlds Unknown nº4 (1973)
- Young Men nº4-5 (1950)

### Simon & Schuster
- How to Draw Comics the Marvel Way, amb Stan Lee, llibre didàctic, Marvel Fireside Books, 1978, ISBN 978-0671530778

## Estil
L'escriptor i teòric del còmic, Rafael Marín, comentant la seva substitució definitiva de Jack Kirby després de la marxa d'aquest a D.C. a la recopilació de Fantastic Four publicada en format Biblioteca Marvel, comentava el següent:
| « | (castellà) Sus personajes se expresan entre el laconismo poético (Visión, Estela Plateada) y un cierto clasicismo romántico-medievalista (Caballero Negro, Thor, más tarde Conan), pero también veremos cómo, siguiendo las pautas de Kirby,, aparecen elementos que transmiten pura fuerza bruta, masas de músculos que tienen siempre los pies bien asentados en la tierra: Supermente, Odín, el propio Conan. Las mujeres de Kirby eran un esquema, matronas o bellezas casi cubistas en ocasiones, mientras que Buscema convierte los cuerpos en eses sibilinas, y cada curva está en su sitio (y cómo), mientras que los rostros, más bellos que nunca, puedes dar cabida al mismo tiempo a las más ingenuas compañeras de los héroes (Sue Storm, Crystal, Shalla Ball), a perversas femmes fatales que estilizan los caminos emprendidos por Milton Caniff (Hela, las súcubas que intentan seducir a Silver Surfer, las prostituas o las vampiras de Conan) o a mujeres guerreras que en ningún momento pierden la sensualidad y el atractivo (Red Sonja, Medusa, Bêlit). | (català) Els seus personatges s'expressen entre el laconisme poètic (Vision, Silver Surfer) i un cert classicisme romàntic-medievalista (Cavaller Negre, Thor, més tard Conan), però també veurem com, seguint les pautes de Kirby,, apareixen elements que transmeten pura força bruta, masses de músculs que tenen sempre els peus ben assentats a la terra: Supermente, Odín, el mateix Conan. Les dones de Kirby eren un esquema, llevadores o belleses gairebé cubistes en ocasions, mentre que Buscema converteix els cossos en esses sibil·lines, i cada corba està al seu lloc (i de quina manera), mentre que els rostres, més bells que mai, poden donar cabuda al mateix temps a les més ingènues companyes dels herois (Sue Storm, Crystal, Shalla Ball), a perverses femmes fatals que estilitzen els camins empresos per Milton Caniff (Hela, les súcubes que intenten seduir Silver Surfer, les prostitutes o les vampires de Conan) o a dones guerreres que en cap moment perden la sensualitat i l'atractiu (Red Sonja, Medusa, Bêlit). | » |
| — Rafa Marín, Biblioteca Marvel: Los 4 Fantásticos nº15 pàgina 2 "Con ustedes un coloso: John Buscema". Comics Forum (2000) | | |   |

Bill Sienkiewicz sobre el procés d'entintar els llapis de John Buscema:
| « | (anglès) he sturdiest foundation an inker or an embellisher could possibly hope to build on, and their beauty was not in their attention to fastidiously rendered minutiae, but instead were marvels of deceptive simplicity. Each page an example of grace, elegance and power | (català) Les bases més sòlides que puguin ser imaginades per treballar en elles, i la seva bellesa no estava a l'atenció que fastidiosament posava als més mínims detalls sino que eren meravelles d'enganyosa simplicitat. Cada pàgina és un exemple de gràcia, elegància i poder" | » |
| — Bill Sienkiewicz, Comic Book Artist nº21 "Remembering Buscema: Over 25 of the Master's Peers Reminisce about John and his Art" 2002 p. 22-B | | |   |

## Premis i honors
- 1968: Premi Alley per millor història completa, per The Silver Surfer #1: "Origin of the Silver Surfer", de Marvel Comics, per Stan Lee i John Buscema (empatat amb The Brave and the Bold #79: "Track of the Hook", de DC Comics, per Bob Haney i Neal Adams). També millor sèrie de tires de premsa per The Silver Surfer.[54]
- 1969: Premi Alley per millor història completa per The Silver Surfer #5: "... And Who Shall Mourn for Him?", per Stan Lee, John Buscema i Sal Buscema.[55]
- 1974: Premi Shazam com millor dibuixant (categoria dramàtica).[56]
- 1977: Premi Eagle per historia sencilla (autoconclusiva) favorita per Howard the Duck #3: "Four Feathers of Death", escrita per Steve Gerber.[57]
- 1978: Premi Inkpot[58]
- 1997: "Author that We Loved" award at the Spanish Haxtur Awards.[59]
- 2002: és inclòs a Eisner Award Hall of Fame.[60]

El 2002 i 2004, els Premis Haxtur Awards van presentar el Premi Especial John Buscema Award.

### Audio/video
- "Drawing Superheroes (2 of 3)" a YouTube, mostrant a John Buscema dibuixant i entintant al Capità Amèrica i a Bill Sienkiwicz dibuixant a Elektra. Publicat el 9 de desembre de 2007. Visitat el 26 de juny de 2019.